# Marginalistik
Die Marginalistik ist eine inter- und transdisziplinäre Wissenschaft, die aus humoristisch-satirischer Intention entstanden ist und sich am Beispiel abseitig erscheinender Themen (Marginalien) kritisch mit der Formalstruktur wissenschaftlichen Arbeitens und den politisch-soziologischen Rahmenbedingungen des Betriebs von Forschung und Lehre befasst. Daneben wird auch eine ernsthafte formalwissenschaftliche Behandlung randständiger und vernachlässigter Themen der Marginalistik zugerechnet.

## Hintergrund
Marginalistik wird von Dutzenden von Wissenschaftlern, meist Universitätsprofessoren und -dozenten, betrieben. Prominente Vertreter der Marginalistikforschung sind unter anderen Joan Kristin Bleicher, Norbert Mecklenburg, Dietrich Schwarzkopf, Rudolph Zacharias Becker, Heinrich Zankl, Wolfgang Eichhorn, Roger Blum, Rolf Breuer, Klaus-Dieter Altmeppen, Hans-Bernd Brosius, Joachim Westerbarkey, Gerhard Vowe, Winfried Schulz, Bernd Stauss, Florian Mildenberger. Beispiele sind Texte etwa über die „pränominelle Onomastik“, Studien zur „Rechtsnatur der Strandburg“, die pränatale Mediennutzung, die Gymnasiologie, den Zweck der Reißzwecke und die Frage, weshalb die Wurst schief durchschnitten wird.
Laut einer Buchrezension von Thomas Wagner ist „Marginalistik“ im oben beschriebenen Sinn auf Walter Hömberg und Eckart Klaus Roloff zurückzuführen, die seit 2000  vier Aufsatzsammlungen zum Thema als Jahrbuch für Marginalistik in der Buchreihe Fußnote beim LIT Verlag herausgegeben haben. Allerdings wurde „Marginalistik“ – als wissenschaftliche Behandlung von Randbemerkungen – bereits im Zusammenhang mit dem 5 Jahre früher erschienen Pilotband Prolegomena zu einer Theorie der Fußnote (Rieß, Fisch, Strohschneider 1995) verwendet. Seit 2001 existiert beim LIT Verlag außerdem die Reihe Anmerkungen: Beiträge zur wissenschaftlichen Marginalistik, die einen Beitrag zur wissenschaftlichen Hilfswissenschaft leisten soll (und deshalb nicht zur Marginalistik im hier beschriebenen Sinne gehört.)

## Sammelbände

### LIT Verlag
- 1995 Peter Rieß, Stefan Fisch und Peter Strohschneider: Prolegomena zu einer Theorie der Fußnote. (= Fußnote, Bd. 1), ISBN 3-88660-552-3.
- 2000 Walter Hömberg und Eckart Klaus Roloff (Hrsg.): Jahrbuch für Marginalistik I. (= Fußnote, Bd. 3), ISBN 3-8258-2385-7.
- 2011 Walter Hömberg und Eckart Roloff (Hrsg.): Jahrbuch für Marginalistik II. (= Fußnote, Bd. 8), ISBN 978-3-8258-6052-3.
- 2014 Walter Hömberg und Eckart Roloff (Hrsg.): Jahrbuch für Marginalistik III. (= Fußnote, Bd. 10), ISBN 978-3-643-99840-8.
- 2016 Walter Hömberg und Eckart Roloff (Hrsg.): Jahrbuch für Marginalistik IV. (= Fußnote, Bd. 11), ISBN 978-3-643-99793-7.

### Allitera Verlag
- 2019 Walter Hömberg (Hrsg.): Marginalistik. Almanach für Freunde fröhlicher Wissenschaft. (Bd. 1), ISBN 978-3-96233-179-5.
- 2023 Walter Hömberg (Hrsg.): Marginalistik. Almanach für Freunde fröhlicher Wissenschaft. (Bd. 2), ISBN 978-3-96233-374-4.

## Belege
1. ↑  Jürgen Amendt: Zentrales am Rande. [Rezension von] Jahrbuch für Marginalistik. In: Neues Deutschland. 1. Dezember 2014, S. 16 (nd-aktuell.de).
2. ↑  Rudolf Neumaier: Marginalistik, schräg durchgeschnitten. Rezension zu Band IV des Jahrbuchs für Marginalistik. In: Süddeutsche Zeitung. 10. August 2016, S. 1.
3. ↑  Thomas Wagner: Vom Rand aus. In: Stylepark AG (Hrsg.): stylepark.com. 11. Oktober 2016 (stylepark.com).
4. ↑  Fußnote: Anmerkungen zum Wissenschaftsbetrieb. DNB 026971445 Das frühere Jahrbuch erscheint seit 2019 mit neuer Konzeption als „Almanach“ im Allitera Verlag.
5. ↑  Michael Dreyer: Prolegomena zu einer Theorie der Fußnote. In: Stiftung Wissenschaft und Demokratie (Hrsg.): pw-portal.de. 6. Februar 2022 (pw-portal.de): „Fußnotologie, überhaupt die ganze Marginalistik […]“
6. ↑  Monika Jaroš: Fiktive Komponisten oder Ein Versuch einer Suche nach Authentizität in der Musikwissenschaft. Diplomarbeit. Hrsg.: Universität Wien. 2012, 3, doi:10.25365/thesis.17921: „Nach der Rieß’schen „Fußnotologie“ (heute „Marginalistik“) […]“
7. ↑  DNB 960453717
8. ↑  Anmerkungen: Beiträge zur Wissenschaftlichen Marginalistik. LIT Verlag, abgerufen am 22. August 2023.